# Stunlock Studios
Stunlock Studios ist ein Hersteller von Computer- und Videospielen mit Hauptsitz in Skövde, Schweden. Gegründet wurde das Unternehmen 2010 aus einer Gruppe von 14 jungen Studenten, heute jedoch umfasst das Unternehmen 45 Mitarbeiter. Bekannt wurde Stunlock Studios durch ihr erstes veröffentlichtes Computerspiel namens Bloodline Champions, welches 2009 den Titel als Spiel des Jahres und Sieger XNA in den Schwedischen Game Awards erhielt und 2011 erschien. 
Seinen zweiten Boom erlangte das Unternehmen durch die Veröffentlichung von Battlerite.

## Geschichte
Die Gruppe aus jungen Studenten setzte sich bereits von der Gründung intensiv mit Computerspielen auseinander. Bereits 2008 begannen sie mit der Programmierung von besagtem Bloodline Champions. Mit ihrer selbstbesagten „Liebe zum E-Sport“, entwickelte sich die Gruppe weiter und entwickelte weitere Spiele, wie Battlerite Royale, Battlerite und Dead Island: Epidemic.
Seit 2021 ist Tencent Mehrheitseigentümer.

## Spiele
- Bloodline Champions (2011)
- Dead Island: Epidemic (2014)
- Battlerite (2017)
- Battlerite Royale (2018)
- Project O (2019)
- V Rising (2022)